# Ryszard Masłowski
Ryszard Masłowski (ur. 23 marca 1954 w Gorlicach) – polski urzędnik państwowy, związkowiec, nauczyciel akademicki, w latach 1997–1998 wojewoda krakowski, w latach 1999–2001 wojewoda małopolski.

## Życiorys
Ukończył w 1978 studia na Wydziale Inżynierii Lądowej Politechniki Krakowskiej, w 1987 w tej samej jednostce obronił doktorat. W 1978 został pracownikiem naukowym w Instytucie Mechaniki Budowli PK. Był członkiem senatu tej uczelni, zasiadał też w Radzie Głównej Szkolnictwa Wyższego.
W 1980 wstąpił do „Solidarności”. Od 1991 przez kilkanaście lat (z czteroletnią przerwą w okresie pełnienia urzędu wojewody) wchodził w skład Krajowej Komisji Rewizyjnej tego związku.
W okresie rządu Jerzego Buzka z ramienia Akcji Wyborczej Solidarność był wojewodą krakowskim (1997–1998) i wojewodą małopolskim (1999–2001). Działał w RS AWS, po porażce w wyborach parlamentarnych w 2001 wycofał się z bieżącej polityki.

## Odznaczenia
- Brązowy Krzyż Zasługi (2006)[1]
- Komandor Orderu Zasługi Republiki Włoskiej (2000)[2]